# Anne Bushnell
Pour les articles homonymes, voir Bushnell.
Anne Bushnell (28 mars 1939 - 21 avril 2011) est une chanteuse irlandaise de jazz et de blues et une interprète de cabaret.

## Enfance et famille
Anne Bushnell est née Anne Kavanagh à l'hôpital Rotunda de Dublin le 28 mars 1939. Elle est l'un des quatre enfants de John Kavanagh et Evelyn (née Ledwidge). Son père est mécanicien automobile possédant une entreprise sur la rue Arnott à Portobello. La famille vit à Milltown. Enfant, Bushnell danse sur la scène du Théâtre Royal et est championne junior de danse irlandaise. Elle fréquente l'école du couvent St Louis à Rathmines, où elle se forme dans des pièces de théâtre et des comédies musicales et au chant dans la chorale de l'école. Les religieuses désapprouvent ses influences musicales et tentent de dissuader son intérêt pour le jazz et « la musique de la nuit ». En raison de la situation financière de la famille, elle quitte l'école à 16 ans et accepte un emploi de dactylo. Elle épouse Tony Bushnell en avril 1961. C'est un vendeur qui partageait son intérêt pour la musique. Le couple déménage à Templeogue et a eu une fille, Suzanne, et un fils, Paul. Paul devient musicien à Los Angeles et Suzanne chante avec un groupe d'harmonie vocale féminine, Fallen Angels.

## Carrière
Bushnell continue à se produire dans des comédies musicales amateurs. Au début des années 1960, elle chante avec un groupe irlandais de céilí. Avec l'aide de la famille musicale de son mari, elle chante dans les clubs de jazz de Dublin à partir de 1967, devenant une chanteuse de jazz et de blues très respectée et une interprète de cabaret. Elle participe au concours national de chanson en 1968 en chantant Ballad to a Boy et devient chanteuse résidente au RTÉ Light Orchestra. À la fin des années 1960, Bushnell est l'un des chanteuses les plus occupées d'Irlande, chantant des jingles pour des publicités à la radio et à la télévision, et figurant sur des disques de showband en tant que choriste. Elle est une invitée régulière des émissions de variétés télévisées de RTÉ à partir de 1970, y compris Girls, girls, girls,.
De 1972 à 1974, Bushnell fait partie d'un groupe appelé Family Pride, qui est un groupe de musiciens qui enregistrent régulièrement ensemble. Ils participent au concours national de chanson de 1973, jouant dans des salles de Dublin et dans des émissions de radio. Le groupe obtient deux succès classé au top dix irlandais. Leur album de 1973, Family Pride, n'est cependant pas un succès. Bushnell représente l'Irlande à de nombreux concours et festivals internationaux en tant qu'artiste solo, sortant quelques singles et un album infructueux avec CBS Records, Are you ready (1977). Elle est choriste pour l'Irlande au Concours Eurovision de la chanson en 1974 et 1980. C'est une habituée des comédies musicales du milieu à la fin des années 1970, dans des productions telles que les spectacles hommage à Jacques Brel (1974) et Bing Crosby (1978), se produisant parfois aux côtés de son frère John Kavanagh. À partir de la fin des années 1970, elle apparaît dans des pantomimes avec Maureen Potter.
En 1984, Bushnell joue dans une comédie musicale basée sur la vie d'Édith Piaf, No regrets, écrite spécialement pour elle. Elle est saluée pour avoir capturé la présence sur scène de Piaf et sa voix rauque. Le spectacle souffre quand il doit déménager du Gaiety Theatre au National Stadium. Bushnell le retravaille en une émission à succès d'une femme appelée The Little Sparrow, et a également conçu un hommage à Judy Garland. Son numéro de cabaret à la fin des années 1980 connaît un grand succès, mettant en vedette de grands nombres de Brel, Garland et Piaf. En raison de son talent pour le chant du blues et du jazz, elle reçoit la liberté de la Nouvelle-Orléans par son maire en 1986,.

## Fin de vie et mort
Bushnell lutte contre la dépression provoquée initialement par une thyroïde sous-active, puis exacerbée par la mort de son père et le chômage de son mari à la fin des années 1980. Découragée par le manque de reconnaissance en Irlande et les difficultés financières de sa famille, elle envisage d'émigrer ou de reprendre sa carrière de dactylo. Pour l'aider à lutter contre sa dépression, elle commence à peindre en 1992 et organise plusieurs expositions à Dublin. Elle continue à chanter régulièrement jusqu'à sa mort, souvent lors d'événements de charité. Elle reçoit le prix de la Fondation Cheshire en 1994 pour son travail caritatif. Bushnell apparaît dans le film Agnes Browne en 1999.
Elle meurt du cancer le 21 avril 2011 à l'hôpital de Tallaght dans le comté de Dublin et est incinérée au crématorium du mont Jérôme,.